# 蕭謀魯斡
蕭謀魯斡（しょう ぼうろあつ、生没年不詳）は、遼（契丹）の軍人。字は回璉。契丹五院部の出身。

## 経歴
蕭素颯の子として生まれた。夷離畢郎君に補任され、文班太保に転じた。太康年間、南京統軍使に任じられ、右夷離畢となった。枢密使の耶律阿思と意見が合わず、憎まれて馬群太保として出向した。遼の北部に侵攻を受けると、謀魯斡がこれを撃退して、功績により同知烏古敵烈統軍となった。
後に誣告を受けて、領西北路戍軍に左遷された。馬群太保として復帰し、死去した。

## 伝記資料
- 『遼史』巻95 列伝第25